# Canon EOS-1D Mark IV
La Canon EOS-1D Mark IV è una fotocamera reflex professionale da 16,1 megapixel presentata il 20 ottobre 2009. La EOS-1D Mark IV è l'evoluzione della EOS-1D Mark III. Si tratta della prima fotocamera Canon con sensore formato APS-H con supporto alla registrazione video in formato HD 1080p. La produzione è cessata nel 2012. L'anno prima era stata introdotta la macchina full-frame EOS-1D X.

## Caratteristiche principali
- sensore CMOS di formato APS-H (27,9×18,6 mm) con 16,1 Mpx e fattore moltiplicativo 1,3 e microlenti “gapless” cioè senza spazio fra l'una e l'altra
- doppio elaboratore di immagini Digic IV con elaborazione delle immagini a 14 bit
- innesto obiettivi Canon EF compatibile con tutti gli obiettivi EF, ma non con gli EF-S per il formato APS-C
- corpo in lega di magnesio ed alluminio protetto contro polvere ed umidità con 76 guarnizioni
- schermo da 3” con 920.000 pixel
- mirino ottico con copertura del 100 % e ingrandimento di 0,76x (equivalente a 0,59x rapportato al fullframe)
- sistema autofocus con 45 punti di cui 39 a croce e ad alta sensibilità
- gamma di sensibilità da 100 a 12800 Iso espandibile da 50 a 102400 Iso
- tempi di otturazione da 30 s fino a 1/8000 s più la posa B
- possibilità di salvare in formato raw a 14 bit e in M-raw (9 Mpx) o S-raw (4 Mpx) per chi deve trasmettere rapidamente un'immagine e preferisce un formato più piccolo per minimizzare i tempi
- velocità di raffica di 10 fg/s per 28 raw o 121 jpeg
- sistema di misurazione dell'esposizione a 63 zone e collegato al punto autofocus scelto
- possibilità di riprendere video Full HD 1080p (1920×1080 pixel) con possibilità di selezionare il frame rate a 30, 25 o 24 fg/s. Durante il video è possibile regolare il diaframma e la sensibilità anche in modalità estesa fino a 102400 Iso. Durante la ripresa si può selezionare manualmente l'esposizione o impostare (oltre al formato Full HD) la risoluzione VGA o 720p (a 50 fps se impostata in PAL, a 60 fps se in NTSC)
- sistema di riduzione della polvere
- slitta per flash più contatto per flash esterni
- doppio alloggiamento per schede di memoria CompactFlash e SD/SDHC
- uscita video HDMI che consente il collegamento a sistemi video ad alta definizione
- dimensioni 156 x 157 x 80 mm
- peso 1180 grammi